# 諾曼·斯沃茨
诺曼·斯沃茨，生于1939年。他是一位西门菲沙大学哲學榮譽教授，於1998年退休。他是互联网哲学百科全书及多篇文章和書本的作者和合著者。他在1961年哈佛大學文理學院物理學獲得了文学士，並在1965年印第安納大學歷史和科學哲學獲得了文學碩士，1971年時獲得科學哲學史博士学位。 他使用“物理定律”来代表自然定律，他認為它们实际上是真实的，而不是純粹的推论和描述。

## 刊物
以下是部份出版物的列表。
- 定义，词典和含义（1997年，2010年修订） （页面存档备份，存于）

### 互联网哲学百科全书上的文章
- 自然法则 （页面存档备份，存于）
- 真相 （页面存档备份，存于）
- 知识和自由意志 （页面存档备份，存于）

## 參看
- 哲學

## 延伸閱讀
- Possible Worlds: An Introduction to Logic and Its Philosophy. Co-authored with Raymond Bradley. (Indianapolis: Hackett), 1979.
- The Concept of Physical Law. (New York: Cambridge University Press), 1985.
- Beyond Experience: Metaphysical Theories and Philosophical Constraints. (Toronto: University of Toronto Press), 1991.